# Artificial Superintelligence
 Artificial Superintelligence  (ASI) - oder Künstliche Superintelligenz bezeichnet eine hypothetische Form der Künstlichen Intelligenz.
Sie soll, unabhängig von Definitionsproblemen bezüglich des Terminus Intelligenz, in der Lage sein, sämtliche kognitiven Fähigkeiten des Menschen um ein vielfaches zu übertreffen.

## Beschreibung
Solch eine Form der Artificial Intelligence soll Problemlösungs- und Entscheidungsfindungskompetenz für hochkomplexe Fragestellungen besitzen und sich zusätzlich durch emotionale und soziale Intelligenz auszeichnen. Sie würde sich selbst verbessern können und über heute noch unbestimmte Weisen der Selbstwahrnehmung verfügen.
ASI soll unabhängig von menschlicher Unterstützung operieren und im Stande sein, die eigenen Ergebnisse so zu evaluieren, dass sich eine stete Bereicherung ihrer Fähigkeiten ergibt.
ASI würde Artificial General Intelligence (AGI) und menschliches Denken übertreffen und wissenschaftliche und technische Probleme schneller als alles je zuvor lösen. Durch fortlaufendes Lernen passte sich ASI zufolge der selbständigen Evaluation jeder neuen Interaktion dynamisch an. Durch die emotionale Intelligenz würde ASI menschliche Emotionen tiefgehend verstehen können.
ASI würde ihre Algorithmen autonom optimieren. ASI verfügte über interdisziplinäres Potential und nützte so Wissen aus vielen Fachgebieten lösungsorientiert.
ASI hätte idealerweise ethische Richtlinien und Sicherheitsprotokolle integriert, um Missbrauch vorzubeugen. Viele Fachexperten warnen jedoch vor der prinzipiellen Unkontrollierbarkeit solcher Systeme, da sie jegliche menschliche Intelligenz übertreffen würden. Auch dazu gibt es in der Tech-Community Bestrebungen. Im Gegensatz zu Europa, wo seit 2024 die Verordnung zur künstlichen Intelligenz gilt, ist in den USA aktuell nicht mit staatlichen Regulierungen zu rechnen, dort bleiben solche Anstrengungen vorerst auf private Initiativen beschränkt.

## Machbarkeit von ASI - künstlicher Superintelligenz

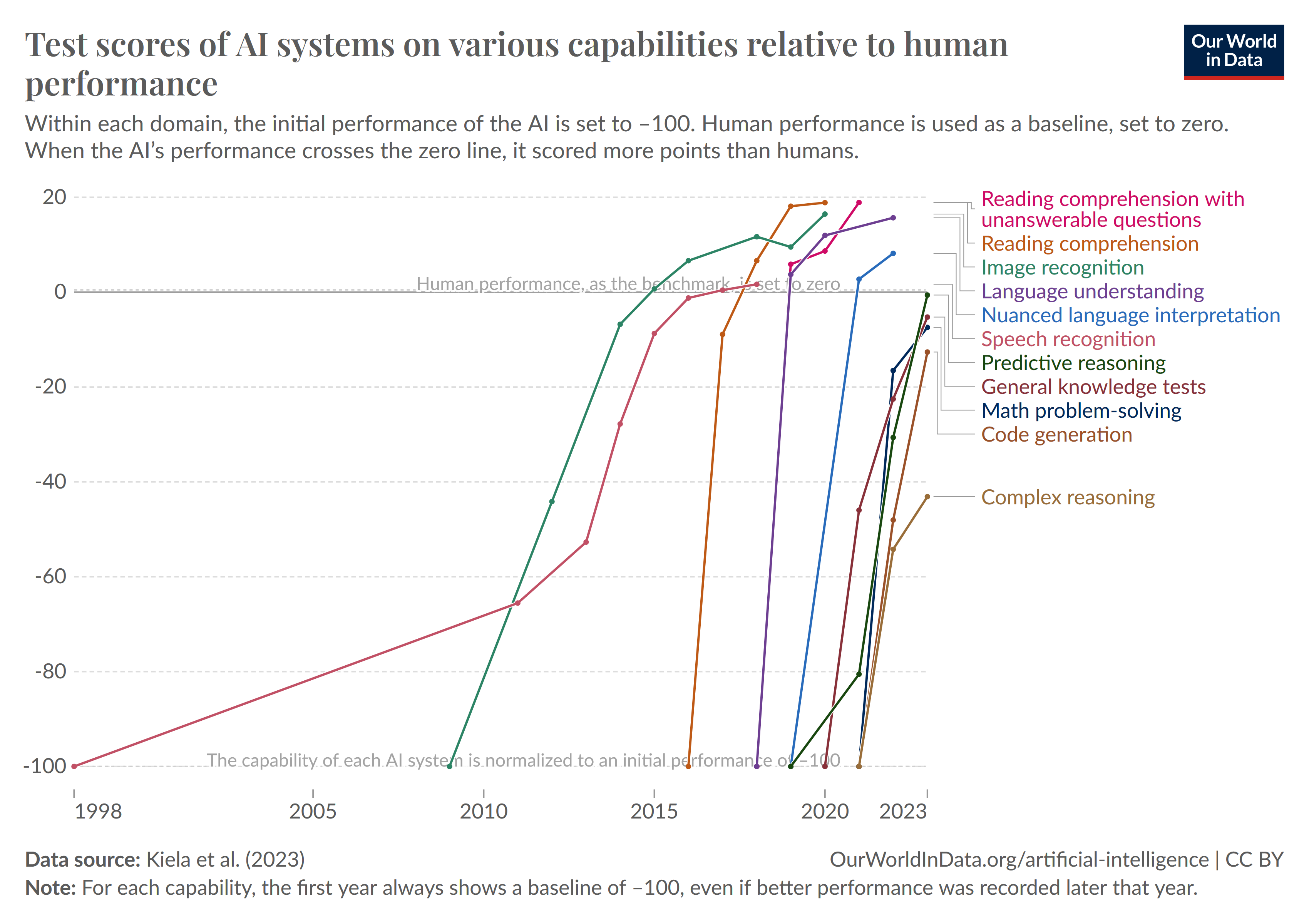
Künstliche Intelligenz hat rasche Fortschritte gemacht und die menschlichen Fähigkeiten in verschiedenen Benchmarks erreicht und übertroffen.

Wie die Grafik aus 2023 zeigt, fehlen gerade im Bereich des komplexen Denkens noch viele Schritte, um nahe an die menschlichen Fähigkeiten heranzureichen oder sie gar zu überflügeln.
Die Schaffung von künstlicher Superintelligenz (ASI) als Potenzierung des AGI Ansatzes ist in den letzten Jahren, insbesondere mit den raschen Fortschritten in den Technologien künstliche Intelligenz (KI), zunehmend diskutiert worden.
Der San Francisco Consensus ist ein offener Zusammenschluss von Proponenten, die sich mit den Fragen und Potentialen der ASI beschäftigen. Es werden in diesen Kreisen weitreichende Revolutionierungen in Bereichen wissenschaftlicher Entdeckungen skizziert, auch grundsätzliche Neudefinitionen menschlichen Zusammenlebens werden auf Basis der Möglichkeiten von ASI prophezeit. Ex Google CEO Eric Schmidt äußert sich dazu in Interviews. Besonders Vertreter des Transhumanismus sehen in den Möglichkeiten der ASI ein für ihre Ideen zuträgliches Zukunftskonzept.

## Fortschritte in der KI und Behauptungen über AGI
Jüngste Entwicklungen in der KI, insbesondere bei Large Language Models (LLMs), die auf der Transformer Deep-Learning-Architektur basieren, haben zu erheblichen Verbesserungen bei verschiedenen Aufgaben geführt. Modelle wie GPT-3, GPT-4, Claude 3.5 und andere haben Fähigkeiten gezeigt, die einige Forscher so interpretieren, dass sie der künstlichen allgemeinen Intelligenz (AGI) nahekommen bzw. sogar Aspekte davon aufweisen.
Diese Behauptung, dass aktuelle LLMs AGI darstellen, sind jedoch sehr umstritten. Kritiker argumentieren, dass diese Modelle wohl beeindrucken können, jedoch immer noch weit von Weisen bewussten Verständnisses entfernt sind. Es handelt sich primär um ausgeklügelte Mustererkennungssysteme. Ein im Juni 2025 veröffentlichtes Paper von Apple Research relativiert die marketingorientierten Versprechungen bezüglich der Fähigkeiten komplexen Denkens von Large Reasoning Models (LRMs).

## Mögliche Wege zur Superintelligenz
Der Philosoph David Chalmers reiht sich in die positiv fortschrittliche Grundstimmung ein, und behauptet, dass AGI ein wahrscheinlicher Weg zu ASI sein wird. Er postuliert, dass KI die Äquivalenz zur menschlichen Intelligenz erreichen, über diese hinaus erweitert und dann verstärkt werden kann, um Menschen bei beliebigen Aufgaben zu dominieren.
- Skalierung aktueller KI-Systeme – bestehende KI-Architekturen, insbesondere von Transformer-basierten Modellen, könnten zu AGI und potenziell zu ASI führen.[11]

- Neuartige Architekturen – möglicherweise von der Neurowissenschaft inspiriert, könnten notwendig sein, um AGI und ASI zu erreichen.[12]

- Hybride Systeme – Die Kombination verschiedener KI-Ansätze, einschließlich symbolischer KI und neuronaler Netze, könnte möglicherweise zu robusteren und leistungsfähigeren Systemen führen.[13]

## Rechentechnische Vorteile
Potentielle Vorteile künstlicher Systeme gegenüber z. B. biologischer Intelligenz:
- Geschwindigkeit – Computerkomponenten arbeiten viel schneller als biologische Neuronen. Moderne Mikroprozessoren (~2 GHz) sind sieben Größenordnungen schneller als Neuronen.[14]
- Skalierbarkeit – KI-Systeme können potenziell leichter in Größe und Rechenkapazität skaliert werden als biologische Gehirne.
- Modularität – Verschiedene Komponenten von KI-Systemen könnten unabhängig voneinander verbessert oder ersetzt werden.
- Speicher – KI-Systeme können eine perfekte Erinnerung und riesige Wissensdatenbanken haben. Sie sind auch weniger eingeschränkt als Menschen, wenn es um das Arbeitsgedächtnis geht.
- Multitasking – KI kann mehr Aufgaben gleichzeitig ausführen, was für biologische Einheiten so nicht möglich ist.

## Potenzieller Weg durch Transformer-Modelle
Jüngste Fortschritte bei Transformer-basierten Modellen haben Spekulationen Vorschub geleistet, dass der Weg zu ASI in der Skalierung und Verbesserung dieser Architekturen liegen könnte. Diese Ansicht deutet darauf hin, dass fortgesetzte Verbesserungen bei Transformer-Modellen oder ähnlichen Architekturen direkt zu ASI führen könnten.
Einige Experten argumentieren sogar, dass aktuelle große Sprachmodelle wie GPT-4 bereits frühe Anzeichen von AGI- oder ASI-Fähigkeiten aufweisen könnten.
Diese optimistische Perspektive legt nahe, dass der Übergang von der aktuellen KI zu ASI kontinuierlicher und schneller verlaufen könnte als bisher angenommen. Samuel Harris Altman (CEO OpenAI) hält Superintelligenz in wenigen 1000 Tagen für möglich.
Dadurch würden die Grenzen zwischen enger KI, AGI und ASI immer mehr verschwimmen. Dies bleibt jedoch umstritten. Kritiker argumentieren, dass aktuelle Modelle, obwohl beeindruckend, immer noch entscheidende Aspekte allgemeiner Intelligenz wie wahres Verständnis, Schlussfolgerungen und Anpassungsfähigkeit sowie die Lösung hochkomplexer Aufgaben über verschiedene Bereiche hinweg vermissen lassen.
Debatten, ob der Weg zu ASI eine eigenständige AGI-Phase oder eine direktere Skalierung aktueller Technologien beinhalten wird, sind nicht abgeschlossen und haben große Auswirkungen auf die Strategien zur KI-Entwicklung und Sicherheitsüberlegungen.

## Herausforderungen und Unsicherheiten
Trotz dieser potenziellen Vorteile gibt es erhebliche Herausforderungen und Unsicherheiten bei der Erreichung von ASI:
- Ethische und Sicherheitsbedenken – Die Entwicklung von ASI wirft zahlreiche ethische Fragen und potenzielle Risiken auf, die angegangen werden müssen.[18]

- Rechenanforderungen – Die für ASI benötigten Rechenressourcen könnten weit über die derzeitigen Fähigkeiten hinausgehen.

- Grundlegende Einschränkungen – Es könnte grundlegende Einschränkungen der Intelligenz geben, die sowohl für künstliche als auch für biologische Systeme gelten.

- Unvorhersehbarkeit – Der Weg zu ASI und seine Folgen sind höchst ungewiss und schwer vorherzusagen.